# Jeon Hee-Sook
Jeon Hee-Sook (en coreano: 전희숙; Seúl, 14 de junio de 1984) es una deportista surcoreana que compitió en esgrima, especialista en la modalidad de florete.
Participó en tres Juegos Olímpicos de Verano entre los años 2012 y 2020, obteniendo una medalla de bronce en Londres 2012 en la prueba por equipos. Ganó cuatro medallas en el Campeonato Mundial de Esgrima entre los años 2006 y 2011.

## Palmarés internacional
| Juegos Olímpicos   | Juegos Olímpicos      | Juegos Olímpicos  | Juegos Olímpicos    |
| Año                | Lugar                 | Medalla           | Prueba              |
| ------------------ | --------------------- | ----------------- | ------------------- |
| 2012               | Londres (Reino Unido) | Medalla de bronce | Florete por equipos |
| Campeonato Mundial |                       |                   |                     |
| Año                | Lugar                 | Medalla           | Prueba              |
| 2006               | Turín (Italia)        | Medalla de bronce | Florete por equipos |
| 2009               | Antalya (Turquía)     | Medalla de plata  | Florete individual  |
| 2010               | París (Francia)       | Medalla de bronce | Florete por equipos |
| 2011               | Catania (Italia)      | Medalla de bronce | Florete por equipos |